# Нас вінчали не в церкві
«Нас вінчали не в церкві» (рос. «Нас венчали не в церкви») — радянський художній фільм, знятий у 1982 році Борисом Токарєвим. Сюжет заснований на записах і листах революціонера-народника, поета  Сергія Синегуба.

## Сюжет
Дія відбувається в 1870-х роках. Дочка священика фіктивно виходить заміж за революціонера-народника і поета, щоб вирватися з гнітючої для неї обстановки. Молодіжна комуна організовує весілля і переїзд молодят до Томська. Однак, повінчавшись, молоді люди полюбили один одного по-справжньому. Коли чоловіка засуджують і відправляють на каторгу, дружина добровільно слідує за ним…

## У ролях
- Олександр Галибін —  Сергій Синьогуб, революціонер-народник
- Наталія Вавилова —  Лариса Василівна Чемоданова, дочка священика
- Петро Вельямінов —  отець Василь
- Людмила Гладунко —  Анна Кувшинська
- Олексій Жарков —  Іван Федорович, мировий суддя
- Галина Польських —  матінка, дружина отця Василя
- Борис Бачурін —  Петро
- Дмитро Попов —  Петечка, брат Лариси
- Тетяна Ухарова —  кухарка
- Володимир Кузнецов —  попутник
- Іван Косих —  секретар суду
- Катерина Дронова —  член комуни
- Ольга Токарева —  член комуни
- Юрій Соколов —  член комуни
- Валерій Фетисов —  член комуни
- Валентин Брилєєв —  член комуни
- Володимир Кузнецов —  член комуни
- Валентина Каратаєва —  член комуни, що співає  (співає  Олена Камбурова)
- Георгій Бурков —  чоловік на возі
- Сергій Волкош —  монах
- Рита Гладунко —  гостя
- Микола Горлов —  архієрей
- Ігор Кашинцев —  батько Михайло
- Петро Меркур'єв —  реакціонер, попутник Синегуба в поїзді
- Анатолій Соловйов —  поміщик Губін
- Валентина Березуцька —  жінка на вінчанні  (немає в титрах)
- Віра Бурлакова —  тітка в поїзді  (немає в титрах)
- Віктор Філіппов —  кульгавий  (немає в титрах)
- Анастасія Немоляєва —  дівчинка у дворі Губіна  (немає в титрах)
- Марія Піскунова —  дівчинка у дворі Губіна

## Знімальна група
- Автори сценарію:  Олександр Свободін,  Натан Ейдельман
- Режисер-постановник:  Борис Токарєв
- Оператор-постановник:  Микола Немоляєв
- Художник-постановник: Леонід Свінціцький
- Композитор:  Ісаак Шварц